# Juan Álvez
Juan Daniel Álvez Ortiz, noto semplicemente come Juan Álvez (Montevideo, 21 agosto 1983), è un calciatore uruguaiano, difensore del Fénix.

## Caratteristiche tecniche
È un terzino destro.

## Carriera
In carriera ha disputato oltre 400 presenze in Primera División Profesional con le maglie di Montevideo Wanderers (la squadra dove è cresciuto), Liverpool, Peñarol e Fénix.

## Palmarès
- Campionato uruguaiano: 1

Peñarol: 2012-2013